# MediaMonkey
MediaMonkey je multimediální přehrávač vyvíjený Ventis Media Inc., sloužící také k organizování hudby. Program je pro operační systém Windows. S použitím pluginů, může zobrazovat i video soubory nejrůznějších formátů.
MediaMonkey je dostupný jako freeware, ale můžete si zakoupit tzv. "Gold licenci". Program umí pracovat se skiny, skriptovacím jazykem a pluginy. Verze 2 používá formát knihovny Microsoft Access, zatímco verze 3 používá formát SQLite.

## Vývoj
Původně se program jmenoval Songs-DB a vyvíjel jej Jiří Hájek, třetí verze byla pojmenována MediaMonkey verze 2.